# Ель чёрная
Ель чёрная (лат. Picea mariana,  Picea nigra), Канадская ель, Спрус — один из видов ели.

## Ареал
Вид происходит из Северной Америки. Границы естественного ареала — Аляска на западе и Ньюфаундленд на востоке; на севере территория распространения ограничена лесотундрой, на юге — штатами Миннесота и севером Мичигана. Вид встречается также в горных районах Нью-Йорка и в Аппалачских горах Новой Англии. Растёт большей частью в тайге; крайне редко, в южной части ареала, встречается в смешанных лесах.
Ель чёрная нетребовательна к климату и почвам и широко распространена на территориях вечной мерзлоты, а в южной части — на сфагновых болотах и влажных низинах.
Вид весьма распространён, охранный статус оценивается как с наиболее низкой угрозой (LC).
Ель чёрная является деревом-символом канадской провинции Ньюфаундленд и Лабрадор.

## Описание вида
Ель чёрная представляет собой вечнозелёное хвойное дерево. В зависимости от климатических условий, высота взрослых экземпляров — 7—15 м, диаметр ствола — 15—50 см. В благоприятных условиях встречаются деревья высотой около 30 м. Кора тонкая, серо-коричневая. Хвоя 6—15 мм длиной, сине-зелёная или зелёная. Шишки длиной 2,5—4 см и шириной 1—2 см, одни из наименьших среди елей, от красно-коричневого до фиолетового цвета.
Как декоративные выращиваются в Европе с 1700 года, в России — с середины XIX века. Культивируемые деревья обычно выше, с более пышной кроной, длинной хвоей и крупными шишками. Однако распространена и карликовая форма вида (Picea mariana Nana) высотой около 50 см.
В естественных условиях ель чёрная может создавать гибриды с наиболее близкими видами — с елью красной (Picea rubens) и реже с елью канадской или сизой (Picea glauca).
Древесина из канадской ели потреблялась для изготовления весёл, а также пустотелого рангоута для парусных яхт. Спрус крепок, вязок, упруг и отличается равномерным строением, и наилучшими показателями прочности и отсутствием сучков. Ранее древесина чёрной ели применялась в авиастроении.

## Галерея

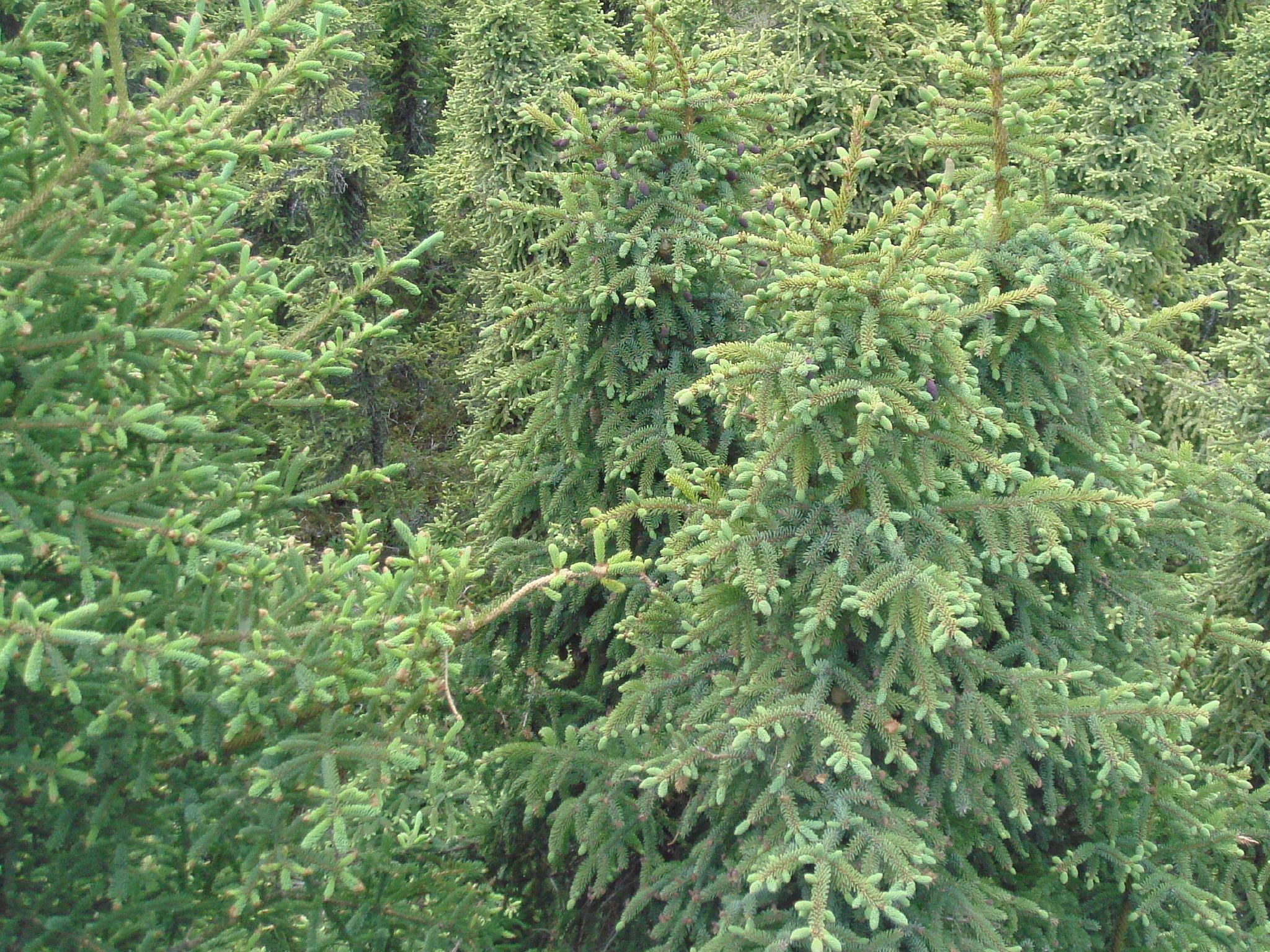
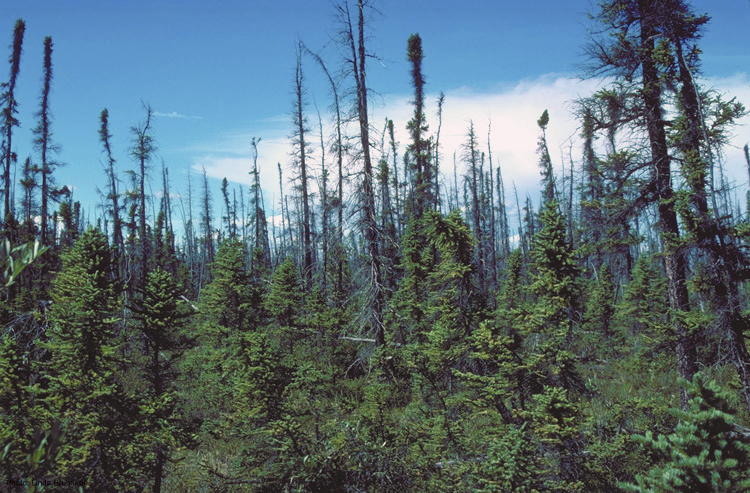
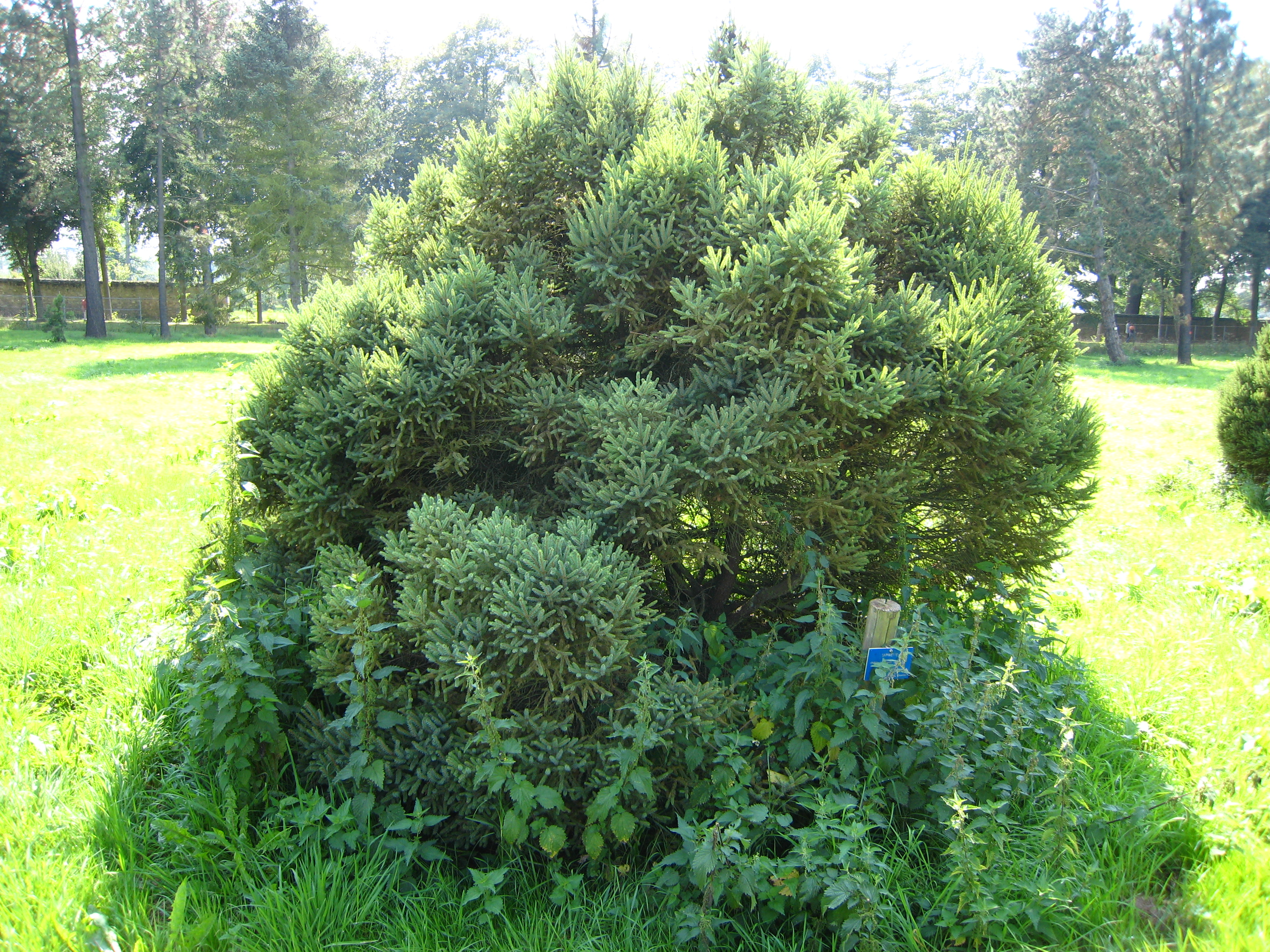